# Землячество
Земля́чество — многозначное слово, описывающее объединение уроженцев одной страны или местности, живущих за её пределами, для взаимной помощи. 
В другом источнике указано что Землячество (ср.) — состояние земляков, взаимность этого отношения, с кем называться в земляки, дружиться, как с земляком. В научной среде известны другие определения термина: субэтническая группа, объединяющая представителей определённой (например, территориальной) группы одного этноса (например, польские евреи среди евреев вообще) и этим отличающаяся от диаспоры; объединение представителей одного этноса за пределами «своего» региона (для которого они являются автохтонами). Одним из наиболее ярких примеров такого объединения могут служить университетские, студенческие и армейское, флотское и иные землячества — сложившаяся в Вооружённых Силах неофициальная система взаимоотношений между военнослужащими низшего армейского звена (солдатами, ефрейторами, сержантами), основанная на их месте рождения или происхождения.

## История
В XIII веке при болонском университете существовали nationes — нации или студенческие землячества (например, natio Theutonicorum, объединявшая германских студентов). В 1250 году там уже существовали две крупные корпорации (universitates) схоларов (Scholares): «цитрамонтаны» (итальянцы) и «ультрамонтаны» (иностранцы). Каждую из них разделяли на три большие национальные группы, а эти последние — на землячества (nationes), у цитрамонтанов их было 17, а у ультрамонтанов — 13.
В настоящее время в Шведском королевстве и Финляндии сохраняют традицию студенческих землячеств по типу средневековых «наций», то есть они продолжают принимать на себя обязательства и функции социальной защиты студентов.

## Землячество и диаспора
Часто диаспорами называют не только этнические сообщества из стран Азии, Европы и так далее, но и этнические сообщества российского Северного Кавказа: адыгов, дагестанцев, ингушей, чеченцев и других, которые являются землячествами. Если диаспора — этническая группа, составляющая население одного из государств и в настоящее время проживающая вне страны своего этнического происхождения дисперсно или компактно в разных российских регионах, то землячество — этническая группа, имеющая общность этнического происхождения из другого российского региона (автономии, республики в составе Российской Федерации), проживающая вне региона своего происхождения дисперсно или компактно. Современные социологические исследования устанавливают уровни идентификации, характерные для диаспор и землячеств.

Уровни:
1. Первый — семья (семейные связи играют большую роль для выходцев из Северного Кавказа, Средней Азии) и землячество, как сообщество земляков, родом из одного населенного пункта (региона), одного этнического происхождения (особенно если регион исхода моноэтничен). Самоидентификация с землячеством также характерна для выходцев из Северного Кавказа (дагестанцы, чеченцы) и Средней Азии (таджики, узбеки).
2. Второй — идентификация с местным сообществом в регионе. Формирование ощущения принадлежности к местному сообществу в регионе («как дома»), зависит не только от желания собственно представителей этнической группы (диаспорной или земляческой), но и отношения к ним местного населения.
3. Третий — идентификация с исторической родиной исхода (для диаспор) или малой родиной в границах России (для землячеств). Наиболее значимо данный механизм (само-) идентификации проявился в обследуемых регионах у армян и чеченцев.
4. Четвёртый — самоидентификация с большинством на основании российского гражданства[8].

## Армейское землячество
Армейское «землячество» наряду с «дедовщиной» является узким понятием и одним из пяти структурных компонентов «нарушений уставных правил взаимоотношений между военнослужащими», таких как «религиозный фактор», «криминогенный фактор», «землячество» и «культ силы». В советской армии существовали землячества выходцев с Кавказа и Средней Азии. Первых зачастую называли «шашлыками», вторых — «урюками»: в мужской солдатской среде в ходу обозначения по излюбленному национальному блюду.
В зависимости от количества представителей той или иной национальности, в землячества могли собраться все выходцы с Северного Кавказа, а могли и разделиться на группы из чеченцев, дагестанцев, осетин и так далее.
То же касалось жителей Средней Азии. «Урюки» могли разделиться на таджиков и узбеков.
Украинцы выделялись из основной массы славян довольно редко: лишь в тех случаях, когда вместе оказывалось сразу много выходцев из Западной Украины.

## Понятие землячества в современном российском законодательстве
В законодательстве (в том числе в Федеральном законе от 19.05.1995 № 82-ФЗ «Об общественных объединениях» и в Федеральном законе от 12.01.1996 № 7-ФЗ «О некоммерческих организациях») отсутствует определение землячества. Но в законодательстве термин «землячество» все же используется в ряде документов:
1. в «Основах законодательства Российской Федерации о культуре»[12],
  1. где под землячеством понимается форма организации этнической общности, имеющая право на создание национально-культурной автономии, а также форма организации наших соотечественников за рубежом;
2. в «Кодексе этики и служебного поведения федеральных государственных служащих Следственного комитета Российской Федерации»[13];
3. в «Кодексе профессиональной этики сотрудника органов внутренних дел Российской Федерации» (Приложение к Приказу МВД России от 24.12.2008 № 1138)[14].